# Ашока (рослина)
Saraca asoca, широко відома як дерево ашока (букв. «без печалі»), є рослиною, що належить до підродини Detarioideae сімейства бобових. Це важливе дерево в культурних традиціях індійського субконтиненту та прилеглих територій. Іноді його неправильно називають Saraca indica. Квітка дерева Ашока є державною квіткою індійського штату Одіша.

## Опис
Ашока — дерево тропічного лісу. Його початкове поширення було в центральних районах плато Декан, а також у середній частині Західних Гат у західній прибережній зоні Індійського субконтиненту.
Ашока цінується за красиве листя та ароматні квіти. Це красиве невелике прямостояче вічнозелене дерево з насичено-зеленим листям, що росте щільними пучками.
Сезон його цвітіння припадає приблизно на лютий-квітень. Квіти ашоки зібрані у важкі пишні пучки. Вони яскраво-оранжево-жовтого кольору, перед в'яненням стають червоними.
Як дикоросле дерево, ашока є вразливим видом. У своєму природному середовищі існування воно стає дедалі рідшим, але окремі дикі дерева ашоки все ще можна знайти в передгір'ях центральних і східних Гімалаїв, у розрізнених місцях на північних рівнинах Індії, а також на західному узбережжі субконтиненту поблизу Мумбаї.

Існує кілька різновидів дерева ашока. Один сорт більший і розповсюджений. У культурі поширені колоновидні сорти.

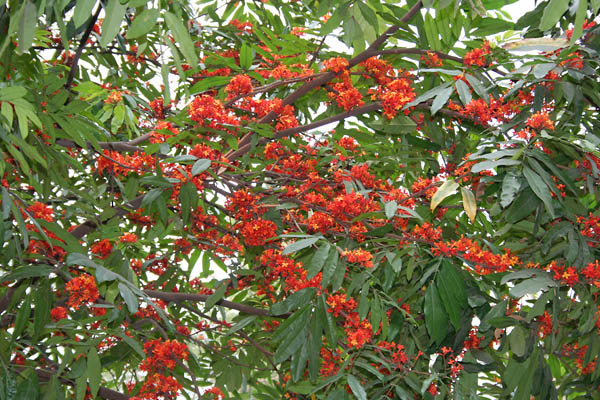
Листя та квіти в Колкаті, Західна Бенгалія, Індія
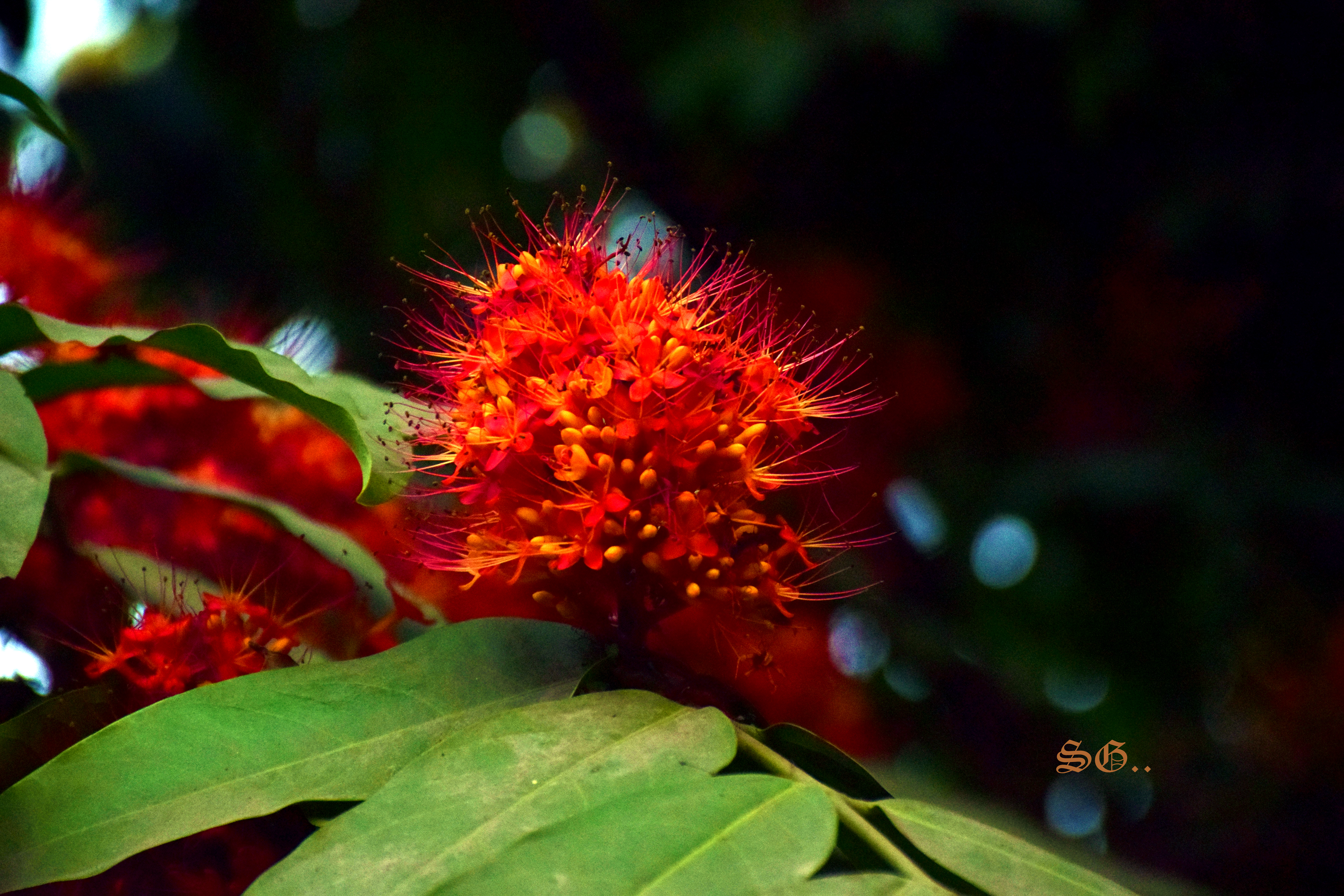
Ашока цвітіння

## Міфологія і традиція
Дерево ашока вважається священним на всьому індійському субконтиненті, особливо в Індії, Непалі та Шрі-Ланці. Це дерево має багато фольклорних, релігійних та літературних асоціацій у регіоні. Дерево ашоки, яке також високо цінується за його гарний зовнішній вигляд, колір і рясність квітів, часто зустрічається в королівських палацових комплексах і садах, а також поблизу храмів по всій Індії.
Дерево ашока тісно пов'язане з міфологічними істотами якші. Одним із повторюваних елементів індійського мистецтва, який часто зустрічається біля воріт буддистських та індуїстських храмів, є скульптура якшіні з ногою на стовбурі та руками, що тримають гілку квітучого дерева ашока. Як художній елемент дерево і якші часто піддаються важкій стилізації. Деякі автори вважають, що молода дівчина біля підніжжя цього дерева заснована на стародавньому деревному божестві, пов'язаному з родючістю.
Якші під деревом ашока також були важливими для ранніх буддійських пам'яток як декоративний елемент і знайдені в багатьох стародавніх буддійських археологічних пам'ятках. Із плином століть якші під деревом ашока став стандартним декоративним елементом індійської скульптури та був інтегрований в індійську храмову архітектуру як салабганджіка, оскільки часто плутають дерево ашока та дерево сала (Shorea robusta) у стародавній літературі півострова Індостан.
В індуїзмі ашока вважається священним деревом. Не рахуючи безлічі місцевих традицій, пов'язаних із ним, дереву ашока поклоняються в чайтрі, місяць індуїстського календаря. Воно також пов'язано з Камадевою, індуїстським богом кохання, який включив квітку ашоки до п'яти квітів у своєму сагайдаку, де ашока символізує спокусливий гіпноз. Тому дерево ашока часто згадується у класичній індійській релігійній та любовній поезії, маючи принаймні шістнадцять різних назв на санскриті, що стосуються дерева або його квітів.

У Mahākāvya, або індійській епічній поезії, дерево ашока згадується в Рамаяні з посиланням на Ашока Ватика (сад дерев ашоки), де Хануман вперше зустрічає Сіту.

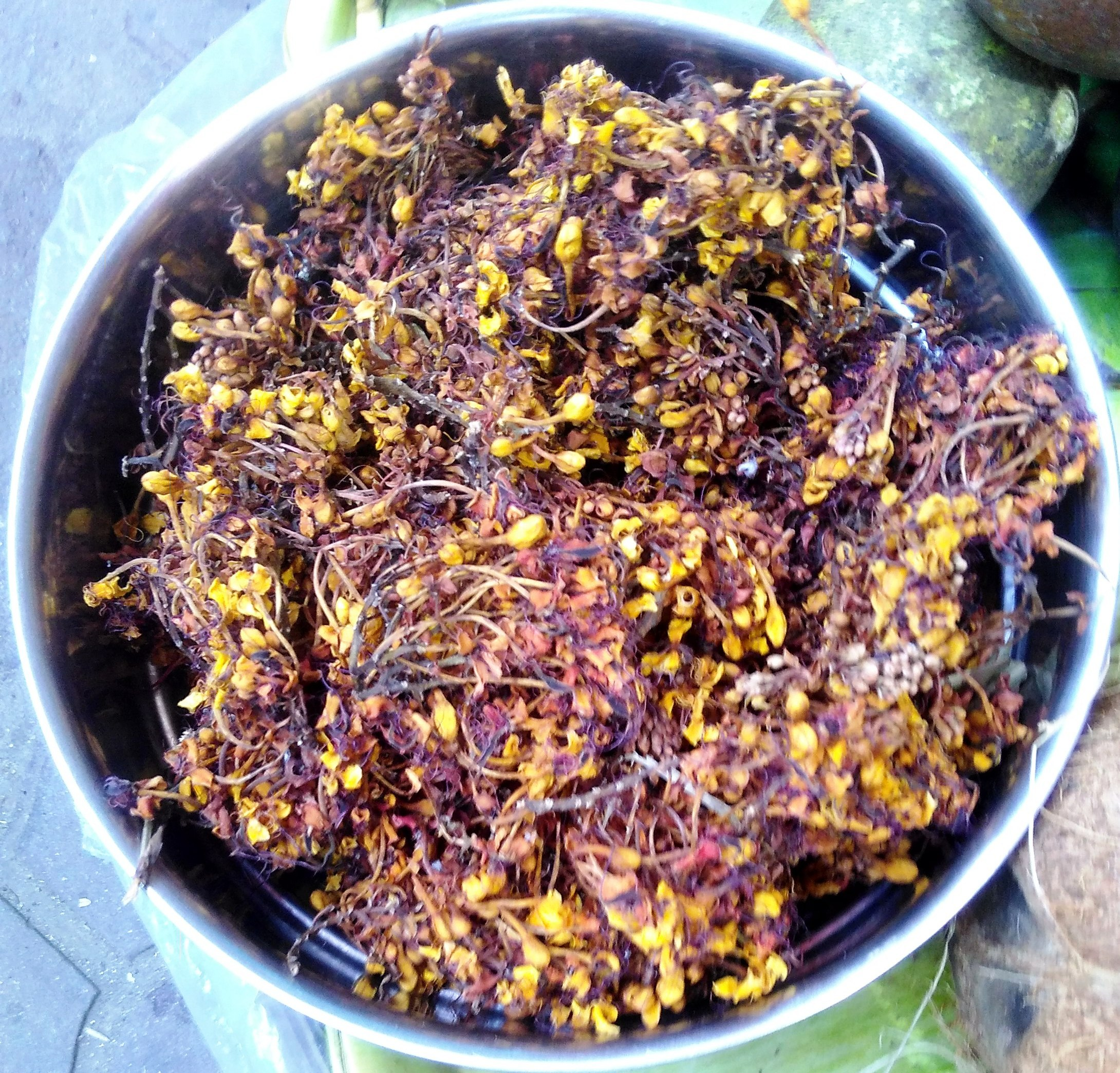
Висушена квітка ашоки (Saraca asoca) для продажу на ринку Колкати, Індія
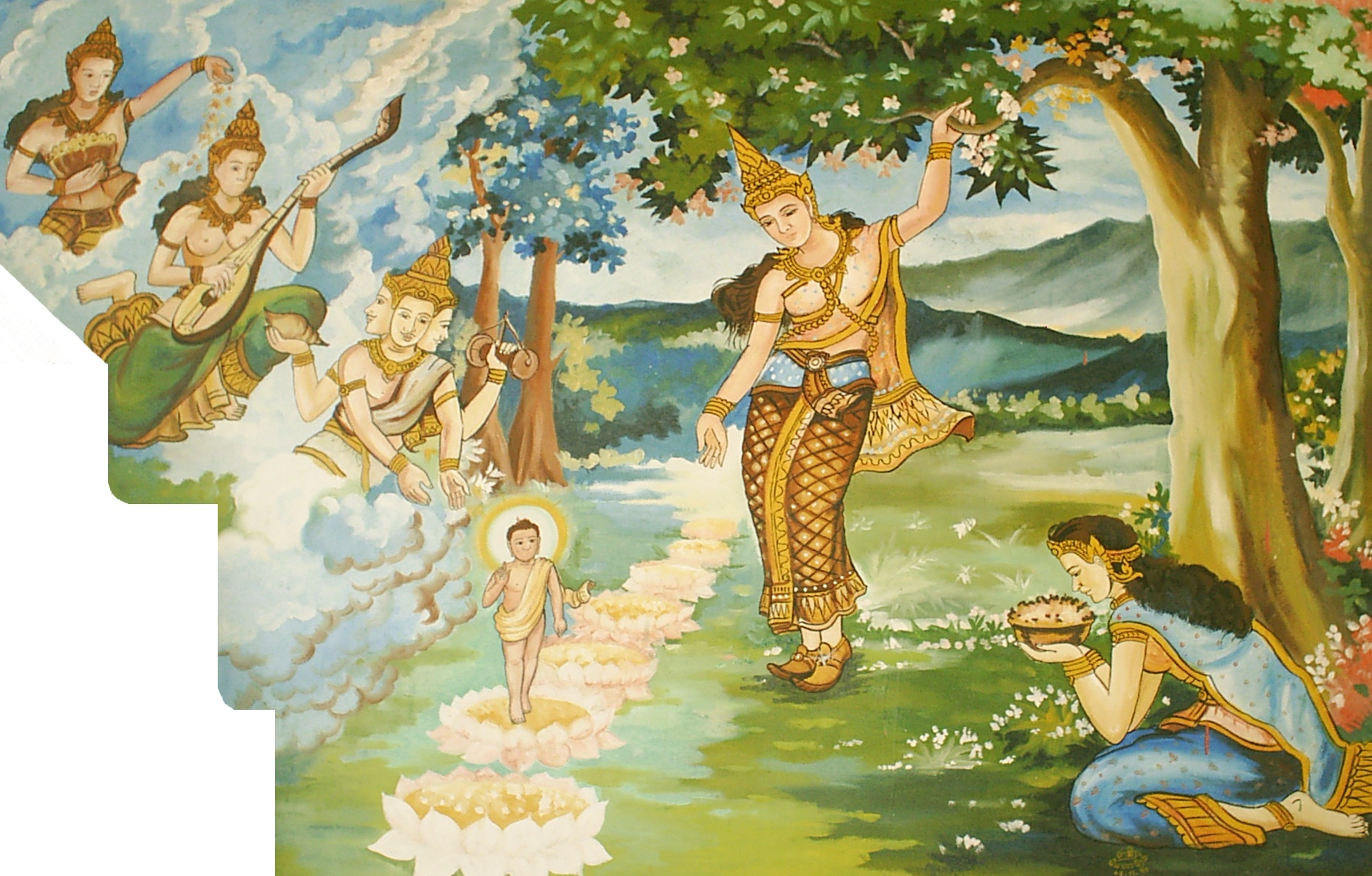
Королева Майя народжує Будду
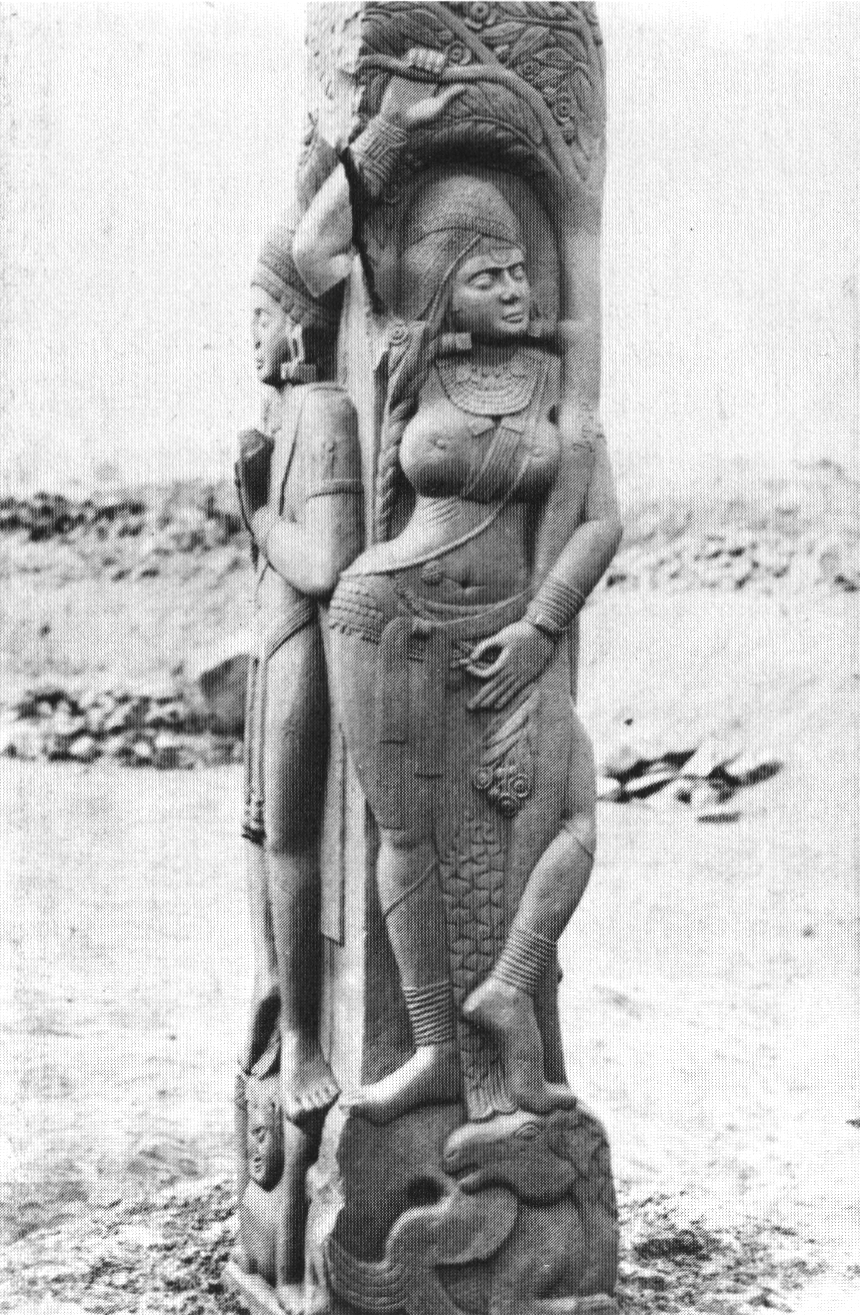
Якші під стилізованим деревом ашока. Перила на ступі Бгаргут, 2 століття до н. е., Індія.

## Інші дерева називані «деревом ашоки»

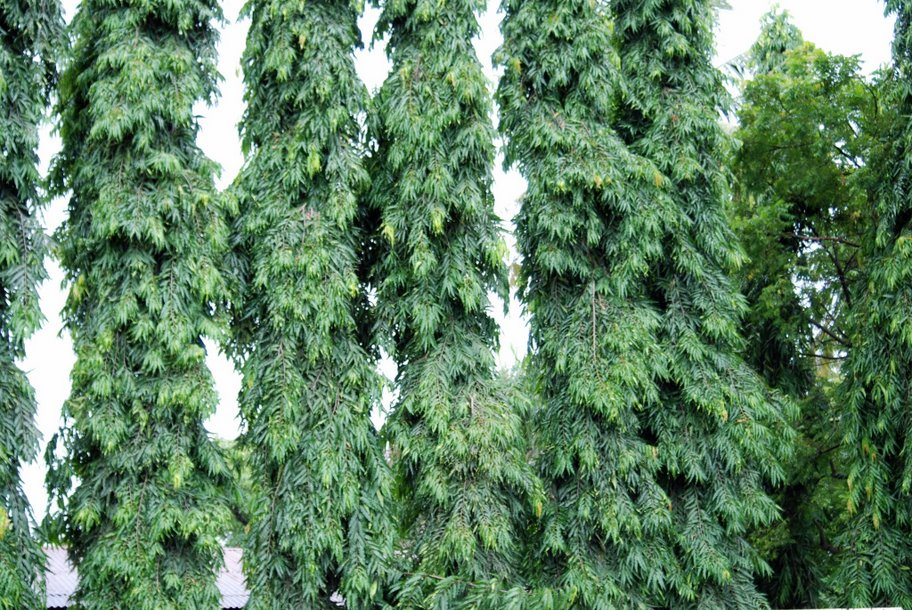
Фальшива ашока

Популярне дерево, відоме як «фальшиве дерево ашоки» або навіть як «дерево ашоки», Polyalthia longifolia, культивується так, щоб нагадувати модель росту прямостоячих стовпоподібних середземноморських кипарисів. Це популярна паркова та садова рослина, яка часто використовується в ландшафтному дизайні на Індійському субконтиненті, відома також як девадаар або дебдару. Це дерево можна легко відрізнити за простими листям і дуже різними квітами. Квіти ашоки червоні (спочатку помаранчеві), а квіти P. longifolia яблучно-зелені. Плоди ашоки виглядають як боби, що містять кілька насінин, тоді як плоди помилкової ашоки маленькі, сферичні та містять лише одну насінину. Дерева ашоки невелике заввишки, а фальшиві ашоки вищі.

## Використання
Кору рослини ашока змішують із чотирнадцятьма іншими травами, такими як харітакі (сушені плоди дерева), вібхітакі, сандалове дерево та коріння мусаки (Cyperus rotundus). Воно також містить неочищений цукор (тростинний цукор) і насіння манго, щоб зробити асокаристу. Це аюрведичний фітопрепарат, який використовується для лікування «жіночих розладів» або менструальних розладів і жіночого гормонального дисбалансу.

## Подальше читання
- Saha, Jayita; Gupta, Kamala; Gupta, Bhaskar (January 2015). Phylogenetic analyses and evolutionary relationships of Saraca asoca with their allied taxa (Tribe-Detarieae) based on the chloroplast matK gene. Journal of Plant Biochemistry and Biotechnology. 24 (1): 65—74. doi:10.1007/s13562-013-0237-3.